# Indian Hills (Nevada)
Indian Hills ist ein census-designated place (CDP) im Douglas County im US-Bundesstaat Nevada, USA. Das U.S. Census Bureau hat bei der Volkszählung 2020 eine Einwohnerzahl von 5.962 ermittelt.
Indian Hills hat eine Fläche von 25,4 km². Die Einwohnerdichte liegt somit bei 235 Einwohnern je km².
Indian Hills liegt auf 39°5′29″N 119°46′38″W (39,091288, −119,777265).